# Aiacucho (região)
Aiacucho (em espanhol: Ayacucho; do quéchua "rincão dos mortos") é uma das 25 regiões do Peru, sua capital é a cidade de Aiacucho. Tem 20 mil anos de habitação nativa, havendo sido encontrada por europeus em 1532.
Inclui províncias de ambas as vertentes da Cordilheira dos Andes (leste e oeste). Tem uma área de 43,8 mil km², que em termos de extensão é semelhante à da Dinamarca ou da Estónia, e uma população em 2007 de 613 mil habitantes.

## História
O território de Ayacucho teve presença humana há 20.000 anos. C. na caverna de Pikimachay.
Por volta de 250 e 500 dC. C. vários grupos humanos se estabeleceram na região, que mais tarde viria a formar a civilização Wari que se expandiu para o norte e sul do Peru. Sendo a grande cidade de Wari, a capital. Com a queda da cultura Wari, nasceu a Nação Chanka. Pachacutec conquistou a região, encontrando teimosa oposição dos Chankas. Tal foi o número de mortos nos combates que deram origem ao nome quíchua de aya kuchu, que significa literalmente canto dos mortos ou morada da alma. Com o domínio inca, é construída Vilcahuamán, a construção inca mais importante da região.
Por ordem de Pizarro, a cidade de "San Juan de la Frontera de Huamanga" foi fundada em 29 de janeiro de 1539, para que no ano seguinte, em 25 de abril de 1540, esta cidade fosse transferida para a área de Pukaray, que é onde está localizado atualmente. instalou a cidade. Em 1677 foi fundada a Universidade Nacional San Cristóbal de Huamanga. Entre seus personagens mais notáveis que lutaram contra a coroa, encontramos María Parado de Bellido, que foi baleada por lutar contra o sistema de vice-reinado. Foi com a Batalha de Ayacucho (9 de dezembro de 1824) que se consolidou a Independência do Peru e da América do Sul hispânica. Um dos ayacuchanos mais famosos é o marechal Andrés Avelino Cáceres, que foi um dos que lutou incansavelmente na guerra com o Chile.

## Geografia
Localizada na região da Serra, limita ao norte com Junim; a noroeste com Huancavelica a oeste com Ica; ao sul com Arequipa; ao leste com Apurímaque e ao nordeste com Cusco. Quanto aos seus limites naturais, temos que ao norte, o principal e único é constituído pelo rio Mantaro e pela foz do rio Apurímaque. Com Cuzco, a noroeste, o limite é o médio e baixo curso dos Pampas, servindo de divisa com o Apurímaque. Com este departamento o limite continua ao longo do curso superior do rio Sora, que é uma das principais nascentes.
Seu solo é bastante irregular devido ao cruzamento de duas serras que o dividem em quatro unidades orográficas: montanhosa e selva no extremo norte, serras abruptas no centro, planaltos no sul e barrancos no extremo sul.

## Províncias (capital)
1. Cangallo (Cangallo)
2. Huamanga (Aiacucho)
3. Huanca Sancos (Huanca Sancos)
4. Huanta (Huanta)
5. La Mar (San Miguel)
6. Lucanas (Puquio)
7. Parinacochas (Coracora)
8. Paucar del Sara Sara (Pausa)
9. Sucre (Querobamba)
10. Victor Fajardo (Huancapi)
11. Vilcas Huamán (Vilcashuamán)